# Liste der Lieder von Lady Gaga
Dies ist die Liste der Lieder der internationalen Pop-Sängerin Lady Gaga.
Aufgelistet sind alle Lieder der Alben The Fame (2008), Born This Way (2011), ARTPOP (2013) und Cheek To Cheek (2014). Diese Liste beinhaltet außerdem alle Lieder der  EP The Fame Monster (2009) und Songs, die (bisher) nicht auf einem Album erschienen sind, wie z. B. Til It Happens To You (2015). Auch die neuen bisher veröffentlichten Songs des Albums Mayhem (2025) werden laufend aufgelistet.
Die Reihenfolge der Titel ist alphabetisch sortiert. Sie gibt Auskunft über die Urheber.

## 0–9
| # | Titel                                                                         | Autoren                                                         | Album                            | Jahr |
| - | ----------------------------------------------------------------------------- | --------------------------------------------------------------- | -------------------------------- | ---- |
| 1 | 1000 Doves                                                                    | Rami Yacoub, Lady Gaga, BloodPop®, Martin Joseph Leonard Bresso | Chromatica                       | 2020 |
| 2 | 3-Way (The Golden Rule) The Lonely Island feat. Justin Timberlake & Lady Gaga | Justin Timberlake, Andy Samberg, Akiva Schaffer, Jorma Taccone  | The Wack Album The Lonely Island | 2013 |
|   | 911                                                                           | Lady Gaga, Justin Tranter, BloodPop®, Madeon                    | Chromatica                       | 2020 |

## A
| #  | Titel                                               | Autoren                                                                                                | Album                       | Jahr |
| -- | --------------------------------------------------- | --- | --------------------------- | ---- |
| 1  | A-Yo erschien als Promo-Single                      | Lady Gaga, Mark Ronson, Hillary Lindsey, Michael Tucker                                                | Joanne                      | 2016 |
| 2  | Again Again                                         | Lady Gaga, Rob Fusari                                                                                  | The Fame [roter Schriftzug] | 2008 |
| 3  | Alejandro erschien als Single                       | Lady Gaga, RedOne                                                                                      | The Fame Monster            | 2010 |
| 4  | Alice                                               | Lady Gaga, Axel Hedfors, Justin Tranter, BloodPop®, Johannes Klahr                                     | Chromatica                  | 2020 |
| 5  | Always Remember Us This Way                         | Hillary Lindsey, Lori McKenna, Lady Gaga, Natalie Hemby                                                | A Star Is Born (Soundtrack) | 2018 |
| 6  | Americano                                           | Lady Gaga, Fernando Garibay, DJ White Shadow, Cheche Alara                                             | Born This Way               | 2011 |
| 7  | Angel Down                                          | Lady Gaga, RedOne                                                                                      | Joanne                      | 2016 |
| 8  | Anything Goes mit Tony Bennett; erschien als Single | Cole Porter                                                                                            | Cheek To Cheek              | 2014 |
| 9  | Applause erschien als Single                        | Lady Gaga, DJ White Shadow, Dino Zisis, Nick Monson, Martin Bresso                                     | ARTPOP                      | 2013 |
| 10 | ARTPOP                                              | Lady Gaga, DJ White Shadow, Dino Zisis, Nick Monson                                                    | ARTPOP                      | 2013 |
| 11 | Aura                                                | Lady Gaga, DJ White Shadow, Dino Zisis, Nick Monson, Martin Bresso                                     | ARTPOP                      | 2013 |
| 12 | Abracadabra                                         | Lady Gaga, Andrew Watt, Henry Walter, Susan Ballion, Peter Edward Clarke, John McGeoch, Steven Severin | Mayhem                      | 2025 |

## B
| #  | Titel                                              | Autoren                                                     | Album                               | Jahr |
| -- | -------------------------------------------------- | ----------------------------------------------------------- | ----------------------------------- | ---- |
| 1  | Baby, It’s Cold Outside mit Tony Bennett           | Frank Loesser                                               | Non Album Track                     | 2015 |
| 2  | Babylon                                            | Lady Gaga, Matthew Burns, BloodPop®                         | Chromatica                          | 2020 |
| 3  | Bad Kids                                           | Lady Gaga, Jeppe Laursen, Fernando Garibay, DJ White Shadow | Born This Way                       | 2011 |
| 4  | Bad Romance erschien als Single                    | Lady Gaga, RedOne                                           | The Fame Monster                    | 2009 |
| 5  | Bang Bang (My Baby Shot Me Down)                   | Sonny Bono                                                  | Cheek To Cheek [iTunes-Bonus-Track] | 2014 |
| 6  | Beautiful Dirty Rich erschien als Promo-Single     | Lady Gaga, Rob Fusari                                       | The Fame                            | 2008 |
| 7  | Before I Cry                                       | Lady Gaga, Nick Monson, Mark Nilan Jr., Paul „DJWS“ Blair   | A Star Is Born (Soundtrack)         | 2018 |
| 8  | Bewitched, Bothered And Bewildered                 | Richard Rodgers, Lorenz Hart                                | Cheek To Cheek [CD Deluxe]          | 2014 |
| 9  | Big Girl Now New Kids On The Block feat. Lady Gaga | Donnie Wahlberg, RedOne, Jordan Knight                      | The Block                           | 2008 |
| 10 | Black Jesus † Amen Fashion                         | Lady Gaga, DJ White Shadow                                  | Born This Way [Special-Edition]     | 2011 |
| 11 | Bloody Mary                                        | Lady Gaga, Fernando Garibay, DJ White Shadow                | Born This Way                       | 2011 |
| 12 | Born This Way erschien als Single                  | Lady Gaga, Jeppe Laursen                                    | Born This Way                       | 2011 |
| 13 | Boys Boys Boys                                     | Lady Gaga, RedOne                                           | The Fame                            | 2008 |
| 14 | Brown Eyes                                         | Lady Gaga, Rob Fusari                                       | The Fame                            | 2008 |
| 15 | But Beautiful mit Tony Bennett                     | Jimmy Van Heusen, Johnny Burke                              | Cheek To Cheek                      | 2014 |

## C
| # | Titel                                                        | Autoren                                                                                   | Album                           | Jahr |
| - | ------------------------------------------------------------ | ----------------------------------------------------------------------------------------- | ------------------------------- | ---- |
| 1 | Cheek To Cheek Tony Bennett & Lady Gaga                      | Irving Berlin                                                                             | Cheek To Cheek                  | 2014 |
| 2 | Chillin Wale feat. Lady Gaga                                 | Andre Lyon, Marcello Valenzano, Makeba Riddick, Olubowale Akintimehin, Stefani Germanotta | Best Of Black '09 (Compilation) | 2009 |
| 3 | Christmas Tree feat. Space Cowboy; erschien als Promo-Single | Lady Gaga, Space Cowboy                                                                   | Non Album Track                 | 2008 |
| 4 | Chromatica I                                                 | Morgan Kibby, Lady Gaga                                                                   | Chromatica                      | 2020 |
| 5 | Chromatica II                                                | Morgan Kibby, Lady Gaga                                                                   | Chromatica                      | 2020 |
| 6 | Come to Mama                                                 | Lady Gaga, Josh Tillman, Emile Haynie                                                     | Joanne                          | 2016 |

## D
| #  | Titel                                                      | Autoren                                                                 | Album                                  | Jahr |
| -- | ---------------------------------------------------------- | ----------------------------------------------------------------------- | -------------------------------------- | ---- |
| 1  | Dance In The Dark                                          | Lady Gaga, Fernando Garibay                                             | The Fame Monster                       | 2009 |
| 2  | Dancin' in Circles                                         | Lady Gaga, Mark Ronson, Beck Hansen, Michael Tucker                     | Joanne                                 | 2016 |
| 3  | Diamond Heart                                              | Lady Gaga, Mark Ronson, Josh Homme                                      | Joanne                                 | 2016 |
| 4  | Diggin' My Grave Lady Gaga & Bradley Cooper                | Paul Kennerley                                                          | A Star Is Born (Soundtrack)            | 2018 |
| 5  | Dirty Ice Cream                                            |                                                                         |                                        |      |
| 6  | Disco Heaven                                               | Lady Gaga, Rob Fusari, Tom Kafafian                                     | The Fame [blauer Schriftzug]           | 2008 |
| 7  | Do I Love You                                              | Cole Porter                                                             | Love For Sale Tony Bennett & Lady Gaga | 2021 |
| 8  | Do What U Want feat. R. Kelly; erschien als Single         | Lady Gaga, DJ White Shadow, R. Kelly, Martin Bresso, William Grigahcine | ARTPOP                                 | 2013 |
| 9  | Do What U Want Lady Gaga feat. Christina Aguilera          | Lady Gaga, William Grigahcine, R. Kelly, Paul „DJ White Shadow“ Blair   | Do What U Want (Single)                | 2014 |
| 10 | Donatella                                                  | Lady Gaga, Zedd                                                         | ARTPOP                                 | 2013 |
| 11 | Don't Let Me Be Misunderstood Brian Newman feat. Lady Gaga | Gloria Caldwell, Bennie Benjamin, Sol Marcus                            | Showboat Brian Newman                  | 2018 |
| 12 | Dope erschien als Promo-Single                             | Lady Gaga, DJ White Shadow, Nick Monson, Dino Zisis                     | ARTPOP                                 | 2013 |
| 13 | Dream Dancing Tony Bennett & Lady Gaga                     | Cole Porter                                                             | Love For Sale Tony Bennett & Lady Gaga | 2021 |

## E
| # | Titel                                               | Autoren                                                    | Album                   | Jahr |
| - | --------------------------------------------------- | ---------------------------------------------------------- | ----------------------- | ---- |
| 1 | Eh, Eh (Nothing Else I Can Say) erschien als Single | Lady Gaga, Matin Kierszenbaum                              | The Fame                | 2008 |
| 2 | Electric Chapel                                     | Lady Gaga, DJ White Shadow                                 | Born This Way           | 2011 |
| 3 | Enigma                                              | Lady Gaga, Matthew Burns, Jacob „Jkash“ Hindlin, BloodPop® | Chromatica              | 2020 |
| 4 | Ev’ry Time We Say Goodbye                           | Cole Porter                                                | Cheek To Cheek [Deluxe] | 2014 |

## F
| # | Titel                    | Autoren                                            | Album                           | Jahr |
| - | ------------------------ | -------------------------------------------------- | ------------------------------- | ---- |
| 1 | Fashion                  | Lady Gaga, RedOne                                  | Non Album Track                 | 2009 |
| 2 | Fashion!                 | Lady Gaga, DJ White Shadow                         | ARTPOP                          | 2013 |
| 3 | Fashion Of His Love      | Lady Gaga, Fernando Garibay                        | Born This Way [Special-Edition] | 2011 |
| 4 | Firefly mit Tony Bennett | Cy Colemann, Carolyn Leigh                         | Cheek To Cheek                  | 2014 |
| 5 | Free Woman               | Lady Gaga, Axel Hedfors, BloodPop®, Johannes Klahr | Chromatica                      | 2020 |
| 6 | Fun Tonight              | Rami Yacoub, Lady Gaga, Matthew Burns, BloodPop®   | Chromatica                      | 2020 |

## G
| # | Titel                        | Autoren                                                          | Album                   | Jahr |
| - | ---------------------------- | ---------------------------------------------------------------- | ----------------------- | ---- |
| 1 | G.U.Y. erschien als Single   | Lady Gaga, Zedd                                                  | ARTPOP                  | 2013 |
| 2 | Girgio Girls                 | Lady Gaga, Mark Ronson, Hillary Lindsey, Michael Tucker          | Joanne [Deluxe]         | 2016 |
| 3 | Goody Goody mit Tony Bennett | Matty Malneck, Johnny Mercer                                     | Cheek To Cheek [Deluxe] | 2014 |
| 4 | Government Hooker            | Lady Gaga, Fernando Garibay, DJ White Shadow                     | Born This Way           | 2011 |
| 5 | Grigio Girls                 | Mark Ronson, Hillary Lindsey, Stefani Germanotta, Michael Tucker | Joanne [Deluxe Edition] | 2016 |
| 6 | Gypsy                        | Lady Gaga, DJ White Shadow, RedOne                               | ARTPOP                  | 2013 |

## H
| # | Titel                          | Autoren                                                                                   | Album                           | Jahr |
| - | ------------------------------ | ----------------------------------------------------------------------------------------- | ------------------------------- | ---- |
| 1 | Hair erschien als Promo-Single | Lady Gaga, RedOne                                                                         | Born This Way                   | 2011 |
| 2 | Hair Body Face                 | Lady Gaga, Nick Monson, Mark Nilan Jr., Paul „DJWS“ Blair                                 | A Star Is Born (Soundtrack)     | 2018 |
| 3 | Heal Me                        | Lady Gaga, Justin Tranter, Julia Michaels, Nick Monson, Mark Nilan Jr., Paul „DJWS“ Blair | A Star Is Born (Soundtrack)     | 2018 |
| 4 | Heavy Metal Lover              | Lady Gaga, Fernando Garibay                                                               | Born This Way                   | 2011 |
| 5 | Hey Girl feat. Florence Welch  | Lady Gaga, Florence Welch, Mark Ronson                                                    | Joanne                          | 2016 |
| 6 | Highway Unicorn (Road to Love) | Lady Gaga, RedOne, Fernando Garibay, DJ White Shadow                                      | Born This Way                   | 2011 |
| 7 | Hold My Hand                   | Lady Gaga, Bloodpop                                                                       | Top Gun - Maverick (Soundtrack) | 2022 |

## I
| #  | Titel                                                                    | Autoren                                                                                 | Album                                  | Jahr |
| -- | ------------------------------------------------------------------------ | --------------------------------------------------------------------------------------- | -------------------------------------- | ---- |
| 1  | I Can’t Give You Anything But Love mit Tony Bennett; erschien als Single | Jimmy McHugh, Dorothy Fields                                                            | Cheek To Cheek                         | 2014 |
| 2  | I Concentrate On You Tony Bennett & Lady Gaga                            | Cole Porter                                                                             | Love For Sale Tony Bennett & Lady Gaga | 2021 |
| 3  | I Don't Know What Love Is Lady Gaga & Bradley Cooper                     | Lady Gaga, Lukas Nelson                                                                 | A Star Is Born (Soundtrack)            | 2018 |
| 4  | I Get A Kick Out Of You Tony Bennett & Lady Gaga                         | Cole Porter                                                                             | Love For Sale Tony Bennett & Lady Gaga | 2021 |
| 5  | I Like It Rough                                                          | Lady Gaga, Matin Kierszenbaum                                                           | The Fame                               | 2008 |
| 6  | I'll Never Love Again Lady Gaga & Bradley Cooper                         | Hillary Lindsey, Lady Gaga, Natalie Hemby, Aaron Raitiere                               | A Star Is Born (Soundtrack)            | 2018 |
| 7  | I'll Never Love Again                                                    | Hillary Lindsey, Lady Gaga, Natalie Hemby, Aaron Raitiere                               | A Star Is Born (Soundtrack)            | 2018 |
| 8  | I Want Your Love Cover von Chic                                          | Bernard Edwards, Nile Rodgers                                                           | Non Album Track                        | 2015 |
| 9  | I Won’t Dance mit Tony Bennett                                           | Jerome Kern, Oscar Hammerstein II, Otto Harbach                                         | Cheek To Cheek                         | 2014 |
| 10 | Is That Alright?                                                         | Lady Gaga, Lukas Nelson, Nick Monson, Aaron Raitiere, Mark Nilan Jr., Paul „DJWS“ Blair | A Star Is Born (Soundtrack)            | 2018 |
| 11 | It Don’t Mean A Thing (If It Ain’t Got That Swing) mit Tony Bennett      | Duke Ellington, Irving Mills                                                            | Cheek To Cheek                         | 2014 |
| 12 | It's De-Lovely Tony Bennett & Lady Gaga                                  | Cole Porter                                                                             | Love For Sale Tony Bennett & Lady Gaga | 2021 |
| 13 | I've Got You Under My Skin Tony Bennett & Lady Gaga                      |                                                                                         |                                        |      |

## J
| # | Titel                                          | Autoren                                                                      | Album           | Jahr |
| - | ---------------------------------------------- | ---------------------------------------------------------------------------- | --------------- | ---- |
| 1 | Jewels N’ Drugs feat. T.I., Too Short & Twista | Lady Gaga, DJ White Shadow, Nick Monson, Dino Zisis, Twista, Too Short, T.I. | ARTPOP          | 2013 |
| 2 | Joanne                                         | Lady Gaga, Mark Ronson                                                       | Joanne          | 2016 |
| 3 | John Wayne erschien als Promo-Single           | Lady Gaga, Mark Ronson, Michael Tucker, Josh Homme                           | Joanne          | 2016 |
| 4 | Judas erschien als Single                      | Lady Gaga, RedOne                                                            | Born This Way   | 2011 |
| 5 | Just Another Day                               | Lady Gaga                                                                    | Joanne [Deluxe] | 2016 |
| 6 | Just Dance erschien als Single                 | Lady Gaga, RedOne, Aliaune Thiam                                             | The Fame        | 2008 |

## L
| # | Titel                                           | Autoren                                                                                 | Album                                  | Jahr |
| - | ----------------------------------------------- | --------------------------------------------------------------------------------------- | -------------------------------------- | ---- |
| 1 | La vie en rose                                  | Louiguy, Édith Piaf                                                                     | A Star Is Born                         | 2018 |
| 2 | Let's Do It (Let's Fall In Love)                | Cole Porter                                                                             | Love For Sale Tony Bennett & Lady Gaga | 2021 |
| 3 | Let’s Face The Music And Dance mit Tony Bennett | Irving Berlin                                                                           | Cheek To Cheek                         | 2014 |
| 4 | Look What I Found                               | Lady Gaga, Lukas Nelson, Nick Monson, Aaron Raitiere, Mark Nilan Jr., Paul „DJWS“ Blair | A Star Is Born (Soundtrack)            | 2018 |
| 5 | Love For Sale Tony Bennett & Lady Gaga          | Cole Porter                                                                             | Love For Sale Tony Bennett & Lady Gaga | 2021 |
| 6 | LoveGame erschien als Single                    | Lady Gaga, RedOne                                                                       | The Fame                               | 2008 |
| 7 | Love Me Right                                   |                                                                                         | Chromatica [Deluxe Edition]            | 2020 |
| 8 | Lush Life                                       | Billy Strayhorn                                                                         | Cheek To Cheek                         | 2014 |

## M
| # | Titel                                       | Autoren                                             | Album                       | Jahr |
| - | ------------------------------------------- | --------------------------------------------------- | --------------------------- | ---- |
| 1 | MANiCURE                                    | Lady Gaga, DJ White Shadow, Dino Zisis, Nick Monson | ARTPOP                      | 2013 |
| 2 | Marry the Night erschien als Single         | Lady Gaga, Fernando Garibay                         | Born This Way               | 2011 |
| 3 | Mary Jane Holland                           | Lady Gaga, Hugo Leclercq                            | ARTPOP                      | 2013 |
| 4 | Million Reasons erschien als Promo-Single   | Lady Gaga, Hillary Lindsey, Mark Ronson             | Joanne                      | 2016 |
| 5 | Money Honey                                 | Lady Gaga, Bilal Hajji, RedOne                      | The Fame                    | 2008 |
| 6 | Monster                                     | Lady Gaga, RedOne, Space Cowboy                     | The Fame Monster            | 2009 |
| 7 | Music To My Eyes Lady Gaga & Bradley Cooper | Lady Gaga, Lukas Nelson                             | A Star Is Born (Soundtrack) | 2018 |

## N
| # | Titel                                  | Autoren     | Album                                  | Jahr |
| - | -------------------------------------- | ----------- | -------------------------------------- | ---- |
| 1 | Nature Boy mit Tony Benett             | Eden Ahbez  | Cheek To Cheek                         | 2014 |
| 2 | Night And Day Tony Bennett & Lady Gaga | Cole Porter | Love For Sale Tony Bennett & Lady Gaga | 2021 |

## O
| # | Titel                                      | Autoren                     | Album               | Jahr |
| - | ------------------------------------------ | --------------------------- | ------------------- | ---- |
| 1 | Orange Colored Sky Cover von Nat King Cole | Milton DeLugg, Willie Stein | A Very Gaga Holiday | 2011 |

## P
| # | Titel                                                                 | Autoren                                                            | Album                        | Jahr |
| - | --------------------------------------------------------------------- | ------------------------------------------------------------------ | ---------------------------- | ---- |
| 1 | Paparazzi erschien als Single                                         | Lady Gaga, Rob Fusari                                              | The Fame                     | 2008 |
| 2 | Paper Gangsta                                                         | Lady Gaga, RedOne                                                  | The Fame [blauer Schriftzug] | 2008 |
| 3 | Perfect Illusion erschien als Single                                  | Lady Gaga, Mark Ronson, Kevin Parker, BloodPop                     | Joanne                       | 2016 |
| 4 | Plastic Doll                                                          | Rami Yacoub, Lady Gaga, Skrillex, Jacob „Jkash“ Hindlin, BloodPop® | Chromatica                   | 2020 |
| 5 | Poker Face erschien als Single                                        | Lady Gaga, RedOne                                                  | The Fame                     | 2008 |
| 6 | Poker Face / Speechless / Your Song (Live) Lady Gaga feat. Elton John |                                                                    |                              | 2010 |

## R
| # | Titel                                | Autoren | Album                      | Jahr |
| - | ------------------------------------ | --- | -------------------------- | ---- |
| 1 | Rain On Me Lady Gaga & Ariana Grande | Rami Yacoub, Lady Gaga, Alexander Ridha, Matthew Burns, Ariana Grande, BloodPop®, Nija Charles, Martin Joseph Leonard Bresso | Chromatica                 | 2020 |
| 2 | Replay                               | Lady Gaga, Matthew Burns, BloodPop®                                                                                          | Chromatica                 | 2020 |
| 3 | Retro Dance Freak                    | Lady Gaga, Rob Fusari | The Fame blauer Schriftzug | 2008 |

## S
| #  | Titel                                                 | Autoren | Album            | Jahr |
| -- | ----------------------------------------------------- | --- | ---------------- | ---- |
| 1  | Scheiße                                               | Lady Gaga, RedOne | Born This Way    | 2011 |
| 2  | Sexxx Dreams                                          | Lady Gaga, Blair | ARTPOP           | 2013 |
| 3  | Shallow mit Bradley Cooper; erschien als Single       | Lady Gaga, Mark Ronson, Anthony Rossomando, Andrew Wyatt | A Star Is Born   | 2018 |
| 4  | Sine From Above Lady Gaga with Elton John             | Elton John, Ryan Tedder, Sebastian Ingrosso, Rami Yacoub, Salem Al Fakir, Lady Gaga, Axel Hedfors, Richard Zastenker, BloodPop®, Benjamin Rice, Johannes Klahr, Vincent Ponte | Chromatica       | 2020 |
| 5  | Sinner's Prayer                                       | Lady Gaga, Josh Tillman, Thomas Brenneck, Mark Ronson | Joanne           | 2016 |
| 6  | So Happy I Could Die                                  | Lady Gaga, RedOne, Space Cowboy | The Fame Monster | 2009 |
| 7  | Sour Candy Lady Gaga with Blackpink                   | Rami Yacoub, Lady Gaga, Matthew Burns, Madison Emiko Love, BloodPop®, Hong Jun Park                                                                                           | Chromatica       | 2020 |
| 8  | Speechless                                            | Lady Gaga | The Fame Monster | 2009 |
| 9  | Starstruck feat. Flo Rida & Space Cowboy              | Lady Gaga, Martin Kierszenbaum, Nick Dresti, Tramar Dillard | The Fame         | 2008 |
| 10 | Stuck On Fuckin’ You Weihnachtsgeschenk für ihre Fans | Lady Gaga | Non Album Track  | 2011 |
| 11 | Stupid Love                                           | Max Martin, Lady Gaga, Ely Rise, BloodPop®, Martin Joseph Leonard Bresso | Chromatica       | 2020 |
| 12 | Summerboy                                             | Lady Gaga, Brian Kierulf, Josh Schwartz | The Fame         | 2008 |
| 13 | Swine                                                 | Lady Gaga, DJ White Shadow, Dino Zisis, Nick Monson | ARTPOP           | 2013 |

## T
| # | Titel                                        | Autoren                                                            | Album                           | Jahr |
| - | -------------------------------------------- | ------------------------------------------------------------------ | ------------------------------- | ---- |
| 1 | Teeth                                        | Lady Gaga, Taja Riley                                              | The Fame Monster                | 2009 |
| 2 | Telephone feat. Beyoncé; erschien als Single | Lady Gaga, R. Jerkins, Lashawn Daniels, Lazonate Franklin, Beyoncé | The Fame Monster                | 2009 |
| 3 | They All Laughed mit Tony Bennett            | George Gershwin, Ira Gershwin                                      | Cheek To Cheek                  | 2014 |
| 4 | The Cure erschien als Single                 | Lady Gaga, DJ White Shadow, Lukas Nelson, Mark Nilan, Nick Monson  | Non Album Track                 | 2017 |
| 5 | The Edge of Glory erschien als Single        | Lady Gaga, Fernando Garibay, DJ White Shadow                       | Born This Way                   | 2011 |
| 6 | The Fame                                     | Lady Gaga, Martin Kierszenbaum                                     | The Fame                        | 2008 |
| 7 | The Lady Is A Tramp Tony Bennett & Lady Gaga | Richard Rodgers, Lorenz Hart                                       | Cheek To Cheek [Deluxe Edition] | 2011 |
| 8 | The Queen                                    | Lady Gaga, Fernando Garibay                                        | Born This Way [Special-Edition] | 2011 |
| 9 | Til It Happens to You erschien als Single    | Lady Gaga, Diane Warren                                            | Non Album Track                 | 2015 |

## V
| # | Titel                               | Autoren                                                                     | Album                        | Jahr |
| - | ----------------------------------- | --------------------------------------------------------------------------- | ---------------------------- | ---- |
| 1 | Vanity                              | Lady Gaga, Rob Fusari, Thomas Kafafian                                      | Non Album Track              | 2008 |
| 2 | Venus erschien als Promo-Single     | Lady Gaga, Hugo Leclercq, Dino Zisis, Nick Monson, Sun Ra, DJ White Shadow  | ARTPOP                       | 2013 |
| 3 | Video Phone Beyoncé feat. Lady Gaga | Beyoncé Knowles, Sean Garrett, Angela Beyince, Shondrae Crawford, Lady Gaga | Broken-Hearted Girl (Single) | 2009 |

## W
| # | Titel                                                            | Autoren                                                                 | Album                            | Jahr |
| - | ---------------------------------------------------------------- | ----------------------------------------------------------------------- | -------------------------------- | ---- |
| 1 | We're Doing A Sequel The Muppets with Lady Gaga and Tony Bennett | Bret McKenzie                                                           | Muppets Most Wanted (Soundtrack) | 2014 |
| 2 | White Christmas Cover von Bing Crosby                            | Irving Berlin, Lady Gaga                                                | A Very Gaga Holiday              | 2011 |
| 3 | Why Did You Do That?                                             | Diane Warren, Lady Gaga, Nick Monson, Mark Nilan Jr., Paul „DJWS“ Blair | A Star Is Born (Soundtrack)      | 2018 |
| 4 | Winter Wonderland mit Tony Bennett; erschien als Promo-Single    | Felix Bernard, Richard B. Smith                                         | Non Album Track                  | 2014 |

## Y
| # | Titel                                   | Autoren                   | Album                                                                      | Jahr |
| - | --------------------------------------- | ------------------------- | -------------------------------------------------------------------------- | ---- |
| 1 | Yoü and I erschien als Single           | Lady Gaga                 | Born This Way                                                              | 2011 |
| 2 | Your Song                               | Elton John, Bernie Taupin | Revamp - Reimagining The Songs Of Elton John & Bernie Taupin (Compilation) | 2018 |
| 3 | You're The Top Tony Bennett & Lady Gaga |                           |                                                                            |      |